# Erythrus viridipennis
Erythrus viridipennis es una especie de escarabajo longicornio del género Erythrus, tribu Pseudolepturini, orden Coleoptera. Fue descrita científicamente por Gahan en 1902.

## Descripción
Mide 11,4-17,1 milímetros de longitud.

## Distribución
Se distribuye por Malasia (isla de Borneo).